# (163249) 2002 GT
2002 جي تي (ويعرف أيضًا باسم (163249) 2002 جي تي وفق تسمية الكوكب الصغير) (بالإنجليزية: 2002 GT)‏ هو كويكب ضمن حزام الكويكبات؛ وترتيبه 163249 من حيث الاكتشاف.
اكتُشف هذا الجُرم الفلكي بواسطة سبيس واتش في 3 أبريل 2002.

## وصلات خارجية
- (163249) 2002 GT في قاعدة بيانات مختبر الدفع النفاث لأجرام النظام الشمسي الصغيرة

- الاكتشاف · مخطط المدار ·  العناصر المدارية · المعلمات المادية

- (163249) 2002 GT على موقع ويكي سكاي: DSS2, SDSS, GALEX, IRAS, Hydrogen α, X-Ray, Astrophoto, Sky Map, Articles and images